# Antoine Coudert
Antoine Coudert OMI (ur. 17 marca 1861 w Manglieu, zm. 31 marca 1929) – francuski duchowny rzymskokatolicki, oblat, misjonarz, arcybiskup Kolombo.

## Biografia
10 kwietnia 1886 otrzymał święcenia prezbiteriatu i został kapłanem Zgromadzenia Misjonarzy Oblatów Maryi Niepokalanej.
28 czerwca 1898 papież Leon XIII mianował go koadiutorem arcybiskupa Kolombo oraz arcybiskupem tytularnym balanejskim. 30 listopada 1898 w Kolombo przyjął sakrę biskupią z rąk arcybiskupa Kolombo André-Théophila Mélizana OMI. Współkonsekratorami byli biskup Kandy Clemente Pagnani OSB oraz biskup Jaffny Henri Joulain OMI.
27 czerwca 1905, po śmierci abpa Mélizana, objął archidiecezję. Arcybiskupem Kolombo był do śmierci 31 marca 1929.